# 高岡市竹平記念体育館
高岡市竹平記念体育館（たかおかしたけひらきねんたいいくかん）は、富山県高岡市早川に所在する市営体育館である。

## 沿革
三協アルミニウム工業創業者の竹平政太郎の提唱により、同社の福利厚生・地域貢献の一環として1996年3月に三協アルミスポーツセンター（愛称：サンアリーナ）として完成した。こうした経緯から三協・立山ホールディングスの本社に隣接しており、高岡市営となってからも竹平の名が冠されることとなった。
高岡市は同市古城の高岡古城公園内にある高岡市民体育館の老朽化に伴い、同市二塚の高岡スポーツコア内に新体育館の建設を計画していた。しかし財政難などから新体育館の建設に目処が立たないため同スポーツセンターを譲り受けることを決定、2005年8月31日に事業主体が市に移り現名称に改称、10月11日より市営体育館としての供用が始まった。
2000年とやま国体では市民体育館・高岡工芸高校・高岡商業高校などとともにバドミントン競技リハーサル大会の会場として使用された。竹平は同競技の会場となることも想定して当体育館を建設したが、本会場として使用されることはなかった。
現在はbjリーグ・富山グラウジーズの主催試合が年に数回開催されているほか、各種スポーツ大会の会場として利用されている。

## 施設概要
- 建築面積：4,618m2
- 延床面積：6,600m2
- アリーナ
  - 面積：1,900m2
  - 観客座席数：2,000席（固定席）
- 附帯施設
  - トレーニング室
  - 多目的室
  - 会議室
- 上から見ると三協アルミニウム工業時代の社章を模した形状となっている

## 交通アクセス
- 高岡駅北口バスターミナル3番乗り場より加越能バス利用
  - 国吉・勝木原・仏生寺経由氷見方面行で10分、高岡商業高校前下車徒歩10分
  - 福岡・石動方面行または市内3・4系統で10分、瑞穂町下車徒歩12分
- 能越自動車道高岡ICより3.6km